# Morgoth
Pour les articles homonymes, voir Morgoth (homonymie).
Morgoth Bauglir, à l'origine Melkor, est un personnage de fiction appartenant au légendaire de l'écrivain britannique J. R. R. Tolkien. Il est le principal antagoniste des livres Le Silmarillion, Les Enfants de Húrin, Beren et Lúthien et La Chute de Gondolin. Le personnage est aussi brièvement mentionné dans la trilogie du Seigneur des anneaux.
Melkor est le plus puissant des Valar, mais, prenant son indépendance, il se tourne vers le mal et est renommé ultérieurement Morgoth, devenant le principal antagoniste d'Arda. Ainsi, tout le mal dans le monde de la Terre du Milieu vient en fin de compte de lui. L'un des Maiar d'Aulë est corrompu par ce dernier et en devient son principal lieutenant et successeur, Sauron.
Melkor est interprété comme étant analogue à Satan, autrefois le plus grand de tous les anges de Dieu, Lucifer, mais tombant par orgueil et se rebellant par la suite contre son créateur. Morgoth est également comparé à l'ange déchu de John Milton dans Le Paradis perdu, étant également une figure de Satan. Tom Shippey écrit que Le Silmarillion cartographie le Livre de la Genèse avec sa création et sa chute, même Melkor commençant avec de bonnes intentions. Marjorie Burns commente que Tolkien se serait inspiré de la divinité nordique Odin pour créer les aspects de plusieurs de ses personnages, le magicien Gandalf obtenant certaines de ses bonnes caractéristiques, tandis que Morgoth disposant son caractère destructeur, malveillant et trompeur. Verlyn Flieger écrit que la tentation centrale est le désir de posséder, quelque chose affligeant ironiquement deux des plus grandes figures du légendaire, Melkor et Fëanor.

## Étymologie et autres noms
Le nom Morgoth vient du sindarin (une des langues inventées par Tolkien) et signifie littéralement « Noir Ennemi » ou « Ennemi Noir ». Bauglir vient aussi du sindarin et signifie « Tyran » ou « Oppresseur ». Le nom Morgoth Bauglir consiste donc en un épithète. Son nom dans l’Ainulindalë (le récit originel de la Terre du Milieu ainsi que la première partie du Silmarillion) est Melkor, qui signifie « Celui qui se lève avec puissance » en quenya,. Ce nom est aussi une épithète, puisqu'à l'image des autres Valar, ce dernier a un autre vrai nom en valarin (étant dans le légendaire la langue parlée par les Valar avant le début des Temps), mais ce nom n'est pas écrit. L'équivalent sindarin de Melkor est Belegûr, mais il n'est jamais utilisé. À la place, un nom délibérément similaire, Belegurth, signifiant « Grande Mort », est employé.
Comme son serviteur et successeur Sauron, Morgoth possède de nombreux surnoms : « Seigneur des Ténèbres », « Pouvoir Sombre du Nord », « Main Noire » et « Grand Ennemi ». Les Edain, les Hommes de Númenor, l'appellent le « Roi des Ténèbres » et le « Pouvoir des Ténèbres ». Les habitants de Númenor ayant été corrompus par Sauron le désignent sous les surnoms de « Seigneur de Tous » et « Donateur de Liberté ». Il est surnommé « Maître des mensonges » par l'un des Edain, Amlach.
Durant le Premier Âge, Melkor est renommé Morgoth lorsqu'il détruit les deux Arbres du Valinor, assassine Finwë, le Haut Roi des Elfes du Ñoldor, et vole les Silmarils,.

## Histoire

### AinulindalëetValaquenta
Avant la création d'Eä et d'Arda (L'Univers et le Monde), Melkor est le plus puissant des Ainur, les « êtres angéliques » incluant les Valar créés par le dieu unique Eru Ilúvatar. Melkor, mécontent qu'Eru ait abandonné le Vide, cherche à imiter son créateur et à remplir le Vide d'êtres sensibles. Cependant, cela nécessite la Flamme Impérissable, le Feu Secret, qui n'appartient qu'à Eru. Bien que Melkor cherche cela, il ne le trouve pas. Dans ce qu'il espère être une expression alternative de sa propre originalité et de sa créativité, il défit Eru durant la Musique des Ainur, introduisant ce qu'il perçoit comme ses propres thèmes. Dans le cadre de ces efforts, il attire à lui de nombreux Ainur à la volonté plus faible, créant ainsi un contre-courant du thème principal d'Eru. Ironiquement, ces tentatives ne subvertissent pas véritablement la Musique, mais élaborent seulement les intentions originales d'Eru : la musique d'Eru prend de la profondeur et de la beauté précisément à cause des conflits et de la tristesse que les disharmonies de Melkor (et les mesures pour les rectifier) introduisent. Contrairement à un autre Ainur, Aulë, Melkor est trop fier pour admettre que ses créations sont simplement des découvertes rendues entièrement possibles par Eru. Au lieu de cela, Melkor aspire au niveau d'Eru, le véritable créateur de toutes les possibilités.
Puisque la « Grande Musique » des Ainur sert de modèle à toute l'histoire et à toute la création matérielle dans le cycle de la Terre du Milieu (elle est d'abord chantée avant le temps en elle-même, l'univers étant créé à son image), le chaos introduit dans la musique par les disharmonies de Melkor est responsable de tout le mal à Arda, et tout sur la Terre du Milieu est entaché ou « corrompu » par son influence. Tolkien développe cela dans Morgoth's Ring, faisant une analogie entre l'Anneau unique, dans lequel Sauron confie une grande partie de son pouvoir, et l'ensemble d'Arda qui contient et est corrompu par le résidu du pouvoir de Melkor jusqu'à la refonte du monde. Les récits du Valaquenta décrit Melkor et les autres Valar, et raconte comment Melkor a corrompu de nombreux Ainur mineurs, les Maiar, à son service.

### Quenta Silmarillion
Après la création du monde, de nombreux Ainur entrent dans Eä. Les principaux représentants d'entre eux sont les Valar, les puissances du monde, tandis que les plus secondaires, les Maiar, agissent comme leurs disciples et assistants. Ils se mirent immédiatement à organiser l'univers et Arda en son sein, selon les thèmes d'Eru tels qu'ils les comprennent. Melkor et ses serviteurs entrent également dans Eä, mais il est frustré que ses collègues ne le reconnaissent pas comme le chef du nouveau royaume, bien qu'il ait une plus grande part de connaissances et de pouvoir que tous les autres. Dans la colère et la honte, Melkor entreprend de ruiner et de défaire tout ce que font les autres.
Chacun des Valar est attiré par un aspect particulier du monde qui devient le centre de ses pouvoirs. Melkor est attiré par les extrêmes et violences terribles : froid glacial, chaleur torride, tremblements de terre, déchirures, ruptures, obscurité totale, lumière brûlante, etc. Son pouvoir est si grand qu'au début les Valar sont incapables de le retenir ; il lutte à lui seul contre la puissance collective de tous les Valar. Arda ne semble jamais atteindre une forme stable jusqu'à ce que le Vala Tulkas entre dans Eä et fasse pencher la balance.
Chassé par Tulkas, Melkor rumine dans l'obscurité aux confins d'Arda, jusqu'à ce qu'un moment opportun arrive où Tulkas est distrait. Melkor rentre dans Arda et attaque et détruit les deux lampes, les seules sources de lumière, ainsi que le pays Valar d'Almaren, qui est effacé de l'existence. Arda est plongé dans les ténèbres et le feu, et Melkor se retire dans sa domination nouvellement établie sur la Terre du Milieu. Dans ces dernières versions, Melkor disperse également des agents dans tout Arda, creusant profondément dans la terre et construisant de grandes fosses et forteresses, alors qu'Arda est gâchée par l'obscurité et les rivières de feu.

Le monde originel d'Arda était éclairé par deux grandes lampes, Illuin et Ormal, jusqu'à ce que Melkor les attaque et les détruise. Image basée sur le livre The Atlas of Middle-earth de Karen Wynn Fonstad.

Après la chute des deux lampes, les Valar se retirent au pays d'Aman, à l'extrême ouest. Le pays où ils s'installent s'appelle Valinor, qu'ils fortifient lourdement. Melkor domine la Terre du Milieu depuis sa forteresse d'Utumno au Nord. Son premier règne se termine après que les Elfes, les aînés des enfants d'Ilúvatar, se soient réveillés sur les rives de Cuiviénen, et que les Valar aient résolu de les sauver de sa méchanceté. Melkor capture un certain nombre d'Elfes avant que les Valar ne l'attaquent, et il les torture et les corrompt, engendrant les premiers Orques,. D'autres versions de l'histoire décrivent les Orques comme des corruptions des Hommes, ou bien comme des êtres sans âme animés uniquement par la volonté de leur sinistre maître. Cette dernière version illustre l'idée de Morgoth se dispersant dans le monde qu'il a gâché. Sa forteresse d'Utumno disperse un froid mortel dans tout Arda et provoque un hiver sans fin dans le nord ; pour le bien des Elfes, les Valar mènent une guerre de sept ans contre Melkor, le battant après avoir assiégé Utumno. Les batailles qui s'y sont déroulées ont façonné et marqué encore plus Arda. Melkor est vaincu par Tulkas, lié avec une chaîne spécialement forgée, Angainor, et amené à Valinor, où il est emprisonné dans les salles de Mandos durant trois âges.
À sa libération, Melkor est libéré sur parole à Valinor, bien que quelques Valar continuent de se méfier de lui. Il fait semblant d'être humble et vertueux, mais complote secrètement du mal contre les Elfes, dont il impute l'éveil à sa défaite. Les Ñoldor, les plus compétents des trois familles d'Elfes venues à Valinor, sont les plus vulnérables à ses complots, car il possède beaucoup de connaissances qu'ils recherchent avec impatience, et tout en les instruisant, il éveille également des troubles et du mécontentement parmi eux. Lorsque les Valar s'en rendent compte, ils envoient Tulkas pour l'arrêter, mais Melkor s'est déjà enfui. Avec l'aide d'Ungoliant, une araignée géante, il détruit les deux Arbres du Valinor, tue le roi des Ñoldor, Finwë, et vole les trois Silmarils, joyaux fabriqués par le fils de Finwë, Fëanor, contenant la lumière des arbres. Fëanor le renomme alors Morgoth, « Ennemi Noir », et les Elfes le connaissent par la suite sous ce seul nom.

Croquis du Beleriand. La forteresse souterraine d'Angband de Morgoth se trouve sous les montagnes de Thangorodrim, au sommet. Les Ered Luin à droite de la carte se trouvent à l'extrême gauche de la carte de la Terre du Milieu, marquant la partie du Beleriand non détruite à la fin du Premier Âge.

Morgoth reprend son règne dans le nord de la Terre du Milieu, cette fois à Angband, une forteresse moindre qu'Utumno, mais pas si complètement détruite. Il le reconstruit, et élève au-dessus le triple pic volcanique du Thangorodrim. Il place par la suite les Silmarils dans une couronne de fer qu'il porte en tout temps. Fëanor et la plupart des Ñoldor le poursuivent, tuant en chemin leurs parents les Teleri et encourant le destin de Mandos. En arrivant au Beleriand, la région de la Terre du Milieu la plus proche d'Angband, les Ñoldor établissent des royaumes et font la guerre à Morgoth. Peu après, le Soleil et la Lune se lèvent pour la première fois, et les Hommes s'éveillent s'ils ne l'avaient pas déjà été. Les batailles majeures de la guerre qui suivent incluent le Dagor-nuin-Giliath (la « bataille sous les étoiles », menée avant le premier lever de la Lune), Dagor Aglareb (la « bataille glorieuse »), Dagor Bragollach (la « bataille de la Flamme Soudaine ») au cours de laquelle le siège de longue date d'Angband est brisé, et la bataille de Nírnaeth Arnoediad (la bataille des « Larmes Innombrables ») lorsque les armées des Ñoldor et les hommes alliés avec eux sont mis en déroute et que les hommes de l'Est rejoignent Morgoth. Au cours des décennies suivantes, Morgoth détruit les royaumes elfes restants, réduisant leur domaine à une île dans la baie de Balar vers laquelle fuient de nombreux réfugiés, et à une petite colonie aux Bouches du Sirion sous la protection d'Ulmo,.
Avant la Nírnaeth Arnoediad, l'Homme Beren et l'Elfe Lúthien entrent dans Angband et récupèrent un Silmaril de la couronne de Morgoth après que le chant de Lúthien l'ait endormi. Il est hérité par leur petite-fille Elwing, qui rejoint ceux qui habitent aux Bouches du Sirion. Son mari Eärendil, portant le Silmaril sur son front, traverse la mer jusqu'à Valinor, où il supplie les Valar de libérer la Terre du Milieu du joug de Morgoth.
Au cours de la Guerre de la Grande Colère qui s'ensuit, le Beleriand et une grande partie du nord de la Terre du Milieu sont détruits et remodelés. Morgoth convoque de nombreux hommes à ses côtés au cours du conflit de cinquante ans, qui devient le conflit le plus important, le plus long et le plus sanglant de toute l'histoire d'Arda. En fin de compte, Morgoth est complètement vaincu et ses armées sont presque entièrement massacrées. Les dragons sont presque tous détruits et Thangorodrim est brisé lorsqu'Eärendil tue le plus grand des dragons, Ancalagon le Noir, qui s'écrase dessus en tombant. Les quelques dragons restants sont dispersés et la poignée de Balrogs survivants se cachent au plus profond de la terre. Morgoth s'enfuit dans la fosse la plus profonde et demande pardon, mais ses pieds sont coupés sous lui, sa couronne est transformée en collier et il est à nouveau enchaîné avec Angainor. Les Valar l'exilent définitivement du monde, le poussant à travers la Porte de la Nuit dans le Vide, l'excluant d'Arda jusqu'au prophétisé Dagor Dagorath, où il devrait rencontrer sa destruction finale. Son mal demeure cependant et sa volonté influence toutes les créatures vivantes.

### Les Enfants de Húrin
Dans cette version plus complète d'une histoire résumée dans la Quenta Silmarillion, Húrin et son jeune frère Huor sont les dirigeants de la Maison d'Hador, l'une des trois familles d'amis elfes. À Nírnaeth Arnoediad, ils couvrent la fuite de Turgon vers Gondolin en sacrifiant leur armée et eux-mêmes. Huor est tué, mais Húrin est amené vivant devant Morgoth. Pour se venger de son aide à Turgon et de son défi, Morgoth maudit Húrin et ses enfants, liant Húrin à un siège sur Thangorodrim et le forçant à être témoin de tout ce qui arrive (en utilisant la longue vue de Morgoth lui-même) à ses enfants dans les années suivantes. Il y a peu d'informations supplémentaires sur Morgoth, sauf dans la rencontre avec Húrin, qui est décrite plus en détail que dans Le Silmarillion et dans un récit plus connecté que dans Contes et légendes inachevés. Il donne la première allusion à la corruption des Hommes par Morgoth peu après leur réveil, et à l'affirmation par Morgoth de son pouvoir sur la Terre entière à travers « l'ombre de mon dessein ».

### Le Seigneur des anneaux
Dans Le Seigneur des anneaux, Melkor est brièvement mentionné dans le onzième chapitre de La Communauté de l'Anneau intitulé « Une lame dans le noir », où Aragorn chante l'histoire de Tinúviel et raconte le rôle de Morgoth (« le Grand Ennemi ») dans l'histoire plus large des Silmarils.

## Conception et évolution
Dans les premières versions des histoires de Tolkien, Morgoth n'est pas vu comme le plus puissant des Valar. Il est décrit comme étant égal en pouvoir à Manwë, chef des Valar à Arda. Mais son pouvoir augmente dans les révisions ultérieures de l'histoire jusqu'à ce qu'il devienne le plus puissant d'entre eux, et dans un essai tardif plus puissant que tous les autres Valar réunis. Il évolue d'un statut exceptionnel parmi ses pairs à un être si puissant que les autres êtres créés ne pourraient pas le vaincre complètement.
Au fil du temps, Tolkien modifie à la fois la conception de ce personnage et son nom. Le nom donné par Fëanor, Morgoth, était présent dès les premiers récits ; il s'est longtemps appelé aussi Melko. Tolkien hésitait sur l'équivalent sindarin de celui-ci, qui apparaissait sous les noms de Belcha, Melegor et Moeleg. La signification du nom variait également, liée à différentes époques à milka (« gourmand ») ou velka (« flamme »),. De même, les traductions en vieil anglais conçues par Tolkien diffèrent dans le sens : Melko est rendu par Orgel (« fierté ») et Morgoth par Sweart-ós (« dieu noir »). Morgoth se voit autrefois attribuer une sphère d'intérêt particulière : dans le premier récit de Turambar, Tinwelint (précurseur de Thingol) le nomme « le Vala du Fer ».

## Critique et analyse

### Figure satanique
Melkor est généralement interprété comme étant analogue à Satan, anciennement le plus grand de tous les anges de Dieu, Lucifer, mais tombant par orgueil et se rebellant contre son créateur. Tolkien écrivit que de tous les actes des Ainur, le pire est de loin « la rébellion satanique absolue et le mal de Morgoth et de son satellite Sauron ». John R. Holmes, écrivant dans The J. R. R. Tolkien Encyclopedia, suggère que la nature de Melkor résonne avec l'ange déchu de John Milton (Satan) dans Le Paradis perdu. Melkor crée un « enfer de fer » pour ses esclaves elfes. Son avidité de pouvoir toujours plus grand fait de lui un symbole du despotisme de la machinerie moderne. L'érudit de Tolkien, Brian Rosebury, commente qu'il existe une cartographie claire du mythe chrétien, avec Eru comme Dieu, les Ainur comme anges et Melkor comme Satan ; mais que les différences sont tout aussi frappantes, dans la mesure où la création du monde est en partie effectué par les Ainur. Sa rébellion contre Eru est créative, car Melkor est impatient que le Vide d'Arda soit rempli de choses. Mais sa créativité devient destructrice, car entachée d’orgueil. « Son désir de créer d'autres êtres pour sa gloire » se transforme en un désir pour les serviteurs et les esclaves de suivre sa propre volonté. Cette « tentation de la créativité » se retrouve dans l'œuvre de Tolkien par l'adversaire de Melkor, Fëanor, qui est prêt à mener une guerre sans espoir pour tenter de retrouver ses précieuses créations, à savoir les Silmarils. L'érudit de Tolkien Tom Shippey écrit que Le Silmarillion est de toute évidence un calque sur le Livre de la Genèse (alors que la Comté est un calque sur l'Angleterre). Shippey cite l'ami de Tolkien, C. S. Lewis, qui déclara que même Satan a été créé comme bon à la base ; Tolkien fait dire au personnage d'Elrond dans Le Seigneur des anneaux : « Car rien n'est mauvais au début. Même [le Seigneur des Ténèbres] Sauron ne l'était pas »,. Shippey conclut que le lecteur est libre de supposer « que l'exploit de Morgoth dont les Eldars [Elfes] n'ont jamais entendu parler était la séduction traditionnelle d'Adam et Ève par le serpent [satanique] », alors que les hommes de l'histoire sont les descendants d'Adam « fuyant l'Éden et soumis à la malédiction de Babel ».

### Figure odinique
L'érudite de Tolkien Marjorie Burns (en), écrit que Morgoth, comme tous les personnages de Tolkien de la Terre du Milieu, est basé sur une « soupe littéraire » complexe. L’un des éléments de sa construction, déclare-t-elle, est le dieu nordique Odin. Tolkien utilisa des aspects du caractère et de l'apparence d'Odin pour le magicien Gandalf, avec un chapeau, une barbe et un bâton, et un cheval surnaturellement rapide, rappelant le coursier d'Odin, Sleipnir ; pour le Seigneur des Ténèbres Sauron, avec son œil unique ; pour le magicien corrompu Saroumane, masqué et coiffé comme Gandalf, mais avec des oiseaux volant au loin comme les aigles et les corbeaux d'Odin. Dans Le Silmarillion également, le prévoyant Vala Manwë, vivant sur la plus haute des montagnes et aime « tous les oiseaux rapides, aux ailes fortes », est odinique. Et tout comme Sauron et Saroumane s'opposent à Gandalf dans Le Seigneur des anneaux, l'ennemi Morgoth présente les caractéristiques négatives d'Odin : « sa cruauté, son caractère destructeur, sa malveillance, sa tromperie omniprésente ». Burns compare cette attribution à la manière dont le mythe nordique attribue certaines des caractéristiques d'Odin au dieu fauteur de troubles Loki. Odin a de nombreux noms, parmi lesquels « Yeux sournois » et « Rapide dans la tromperie », et il est également un dieu de la pègre nordique, « Père des tués ». Elle note que Morgoth est également nommé « Maître des mensonges » et « Démon des ténèbres » et fonctionne comme un féroce dieu de la bataille.

### Incarnation de la possessivité
La spécialiste de Tolkien Verlyn Flieger, discutant de l'éclatement de la lumière originale créée de la Terre du Milieu, compare la réponse de Melkor/Morgoth aux Silmarils à celle de Fëanor, qui avait créé ces joyaux. Elle déclare que la tentation centrale est le désir de posséder, et que la possessivité elle-même est la « grande transgression » dans le monde créé de Tolkien. Elle observe que le commandement disant « N'aime pas trop l'ouvrage de tes mains et les artifices de ton cœur » est énoncé explicitement dans Le Silmarillion. Flieger compare les descriptions de Tolkien des deux personnages : « le cœur de Fëanor était étroitement lié à ces choses qu'il avait lui-même faites », suivi immédiatement par « Melkor convoitait les Silmarils, et le souvenir même de leur rayonnement était un feu rongeant dans son cœur ». Elle écrit qu'il est à juste titre ironique que Melkor et Fëanor, l'un le plus grand des Ainur, l'autre le plus subtil et le plus habile des Ñoldor créatifs parmi les Elfes – devraient « inaugurer les ténèbres ».

#### Ouvrages de Tolkien
- (en) J. R. R. Tolkien et Christopher Tolkien, Morgoth's Ring, Boston, Houghton Mifflin, 1993, 471 p. (ISBN 0-395-68092-1).
- (en) J. R. R. Tolkien et Christopher Tolkien, The Peoples of Middle-earth, Boston, Houghton Mifflin, 1996, 482 p. (ISBN 978-0-395-82760-4).
- J. R. R. Tolkien et Christopher Tolkien (trad. de l'anglais par Delphine Martin), Narn I chîn Húrin : le conte des enfants de Húrin, Paris, Christian Bourgois, 2008, 297 p. (ISBN 978-2-267-01965-0, lire en ligne ).
- J. R. R. Tolkien et Christopher Tolkien (trad. de l'anglais par Daniel Lauzon), La Formation de la Terre du Milieu, Paris, Pocket, 2012a, 635 p. (ISBN 978-2-266-17876-1).
- J. R. R. Tolkien et Christopher Tolkien (trad. de l'anglais par Daniel Lauzon), La Route perdue et autres textes, Paris, Pocket, 2012b, 755 p. (ISBN 978-2-266-19938-4).
- J. R. R. Tolkien (trad. de l'anglais par Daniel Lauzon), La Fraternité de l'Anneau, Paris, Christian Bourgois, 2014, 571 p. (ISBN 978-2-266-28626-8).
- J. R. R. Tolkien et Christopher Tolkien (trad. de l'anglais par Daniel Lauzon), Le Silmarillion, Paris, Christian Bourgois, 2021, 356 p. (ISBN 978-2-267-04470-6).
- J. R. R. Tolkien et Christopher Tolkien (trad. de l'anglais par Adam Tolkien), Le Livre des contes perdus : l'histoire de la Terre du Milieu, t. 1, Paris, Christian Bourgois, 2023a (ISBN 978-2-267-04724-0).
- J. R. R. Tolkien et Christopher Tolkien (trad. de l'anglais par Adam Tolkien), Le Livre des contes perdus : l'histoire de la Terre du Milieu, t. 2, Paris, Christian Bourgois, 2023b, 485 p. (ISBN 978-2-267-05052-3).

#### Sources secondaires
- (en) Marjorie Burns, « Gandalf and Odin », dans Verlyn Flieger et Carl F. Hostetter, Tolkien's Legendarium: Essays on The History of Middle-earth, Westport, Greenwood Press, 2000, 274 p. (ISBN 978-0-313-30530-6, OCLC 41315400), p. 219-246.

- (en) Humphrey Carpenter, The Letters of J. R. R. Tolkien Revised and Expanded Edition, New York, HarperCollins, 2023 (ISBN 978-0-35-865298-4).

- (en) Lin Carter, Tolkien: A Look Behind The Lord Of The Rings, Londres, Hachette UK, 2011, 211 p. (ISBN 978-0-575-11666-5, lire en ligne).

- (en) Verlyn Flieger, Splintered Light: Logos and Language in Tolkien's World, Wm B. Eerdmans Publishing, 1983, 167 p. (ISBN 978-0-8028-1955-0), « Making versus Hoarding ».

- (en) John Garth, Tolkien and the Great War: The Threshold of Middle-earth, Londres, HarperCollins, 2003 (ISBN 978-0-00-711953-0, lire en ligne), « Castles in the Air ».

- (en) John R. Holmes, « Milton », dans Michael D. C. Drout, The J. R. R. Tolkien Encyclopedia, Routledge, 2013 (1re éd. 2007) (ISBN 978-1-135-88033-0, lire en ligne).

- (en) Brian Rosebury, Tolkien in the History of Ideas, Infobase Publishing, 2008 (ISBN 978-1-60413-146-8, lire en ligne).

- (en) Tom Shippey, The Road to Middle-Earth, HarperCollins, 2005 (1re éd. 1982) (ISBN 978-0261102750).